# Temporada 1988-89 de la NBA
La temporada 1988-89 de la NBA fue la cuadragésimo tercera en la historia de la liga. La temporada finalizó con Detroit Pistons como campeones tras ganar a Los Angeles Lakers por 4-0.

## Aspectos destacados
- La NBA adoptó de manera permanente el sistema de tres árbitros utilizado en el baloncesto universitario. La liga experimentó con tres árbitros por partido en la temporada 1978-79, pero regresaron a los dos árbitros para las siguientes nueve campañas.
- Miami Heat y Charlotte Hornets debutaron en la NBA. Debido a esto, Sacramento Kings se trasladó a la División Pacífico.
- El All-Star Game de la NBA de 1989 se disputó en el Astrodome de Houston, Texas, con victoria del Oeste sobre el Este por 143-134. Karl Malone, de Utah Jazz, ganó el premio al MVP del partido.
- Detroit Pistons jugó su primer partido en el The Palace of Auburn Hills, Milwaukee Bucks en el Bradley Center, y Sacramento Kings en el ARCO Arena.
- TNT comenzó a televisar partidos de la NBA, compartiendo los derechos de televisión por cable con la TBS.
- Michael Jordan consiguió diez triples dobles en once partidos cerca del final de temporada.
- Antes del inicio de la temporada, los nuevos Hornets anunciaron que escogían el verde azulado como color primario, algo que fue todo un éxito. En la siguiente década, varios equipos en expansión de otras ligas profesionales deportivas (principalmente San Jose Sharks de la NHL, Florida Marlins de la Major League Baseball y Jacksonville Jaguars de la NFL) ayudaron a popularizar dicho color.

## Clasificaciones

### Conferencia Este
| Equipo             | V  | D  | %V   | P  |
| ------------------ | -- | -- | ---- | -- |
| New York Knicks    | 52 | 30 | .634 | -  |
| Philadelphia 76ers | 46 | 36 | .561 | 6  |
| Boston Celtics     | 42 | 40 | .512 | 10 |
| Washington Bullets | 40 | 42 | .488 | 12 |
| New Jersey Nets    | 26 | 56 | .317 | 26 |
| Charlotte Hornets  | 20 | 62 | .244 | 32 |

| Equipo              | V  | D  | %V   | P  |
| ------------------- | -- | -- | ---- | -- |
| Detroit Pistons C   | 63 | 19 | .768 | -  |
| Cleveland Cavaliers | 57 | 25 | .695 | 6  |
| Atlanta Hawks       | 52 | 30 | .634 | 11 |
| Milwaukee Bucks     | 49 | 33 | .598 | 14 |
| Chicago Bulls       | 47 | 35 | .573 | 16 |
| Indiana Pacers      | 28 | 54 | .341 | 35 |

### Conferencia Oeste
| Equipo            | V  | D  | %V   | P  |
| ----------------- | -- | -- | ---- | -- |
| Utah Jazz         | 51 | 31 | .622 | -  |
| Houston Rockets   | 45 | 37 | .549 | 6  |
| Denver Nuggets    | 44 | 38 | .537 | 7  |
| Dallas Mavericks  | 38 | 44 | .463 | 13 |
| San Antonio Spurs | 21 | 61 | .256 | 30 |
| Miami Heat        | 15 | 67 | .183 | 36 |

| Equipo                 | V  | D  | %V   | P  |
| ---------------------- | -- | -- | ---- | -- |
| Los Angeles Lakers     | 57 | 25 | .695 | -  |
| Phoenix Suns           | 55 | 27 | .671 | 2  |
| Seattle SuperSonics    | 47 | 35 | .573 | 10 |
| Golden State Warriors  | 43 | 39 | .524 | 14 |
| Portland Trail Blazers | 39 | 43 | .476 | 18 |
| Sacramento Kings       | 27 | 55 | .329 | 30 |
| Los Angeles Clippers   | 21 | 61 | .256 | 36 |

* V: Victorias
* D: Derrotas
* %V: Porcentaje de victorias
* P: Partidos de diferencia respecto a la primera posición
* C: Campeón

## Playoffs
|  | Primera Ronda     | Primera Ronda | Primera Ronda |   |           | Semifinales de Conferencia | Semifinales de Conferencia | Semifinales de Conferencia |  |    | Finales de Conferencia | Finales de Conferencia | Finales de Conferencia |  |    | Finales de la NBA | Finales de la NBA | Finales de la NBA |
|  |                   |               |               |   |           |                            |                            |                            |  |    |                        |                        |                        |  |    |                   |                   |                   |
|  | E1                | Detroit       | 3             |   |           |                            |                            |                            |  |    |                        |                        |                        |  |    |                   |                   |                   |
|  | E8                | Boston        | 0             |   |           |                            |                            |                            |  |    |                        |                        |                        |  |    |                   |                   |                   |
|  | E8                | Boston        | 0             |   | E1        | Detroit                    | 4                          |                            |  |    |                        |                        |                        |  |    |                   |                   |                   |
|  |                   |               |               |   | E1        | Detroit                    | 4                          |                            |  |    |                        |                        |                        |  |    |                   |                   |                   |
|  |                   | E5            | Milwaukee     | 0 |           |                            |                            |                            |  |    |                        |                        |                        |  |    |                   |                   |                   |
|  | E4                | E5            | Milwaukee     | 0 | Atlanta   | 2                          |                            |                            |  |    |                        |                        |                        |  |    |                   |                   |                   |
|  | E4                |               |               |   | Atlanta   | 2                          |                            |                            |  |    |                        |                        |                        |  |    |                   |                   |                   |
|  | E5                | Milwaukee     | 3             |   |           |                            |                            |                            |  |    |                        |                        |                        |  |    |                   |                   |                   |
|  | E5                | Milwaukee     | 3             |   |           |                            |                            |                            |  | E1 | Detroit                | 4                      |                        |  |    |                   |                   |                   |
|  | Conferencia Este  |               |               |   |           |                            |                            |                            |  | E1 | Detroit                | 4                      |                        |  |    |                   |                   |                   |
|  |                   | E6            | Chicago       | 2 |           |                            |                            |                            |  |    |                        |                        |                        |  |    |                   |                   |                   |
|  | E3                | E6            | Chicago       | 2 | Cleveland | 2                          |                            |                            |  |    |                        |                        |                        |  |    |                   |                   |                   |
|  | E3                |               |               |   | Cleveland | 2                          |                            |                            |  |    |                        |                        |                        |  |    |                   |                   |                   |
|  | E6                | Chicago       | 3             |   |           |                            |                            |                            |  |    |                        |                        |                        |  |    |                   |                   |                   |
|  | E6                | Chicago       | 3             |   | E2        | New York                   | 2                          |                            |  |    |                        |                        |                        |  |    |                   |                   |                   |
|  |                   |               |               |   | E2        | New York                   | 2                          |                            |  |    |                        |                        |                        |  |    |                   |                   |                   |
|  |                   | E6            | Chicago       | 4 |           |                            |                            |                            |  |    |                        |                        |                        |  |    |                   |                   |                   |
|  | E2                | E6            | Chicago       | 4 | New York  | 3                          |                            |                            |  |    |                        |                        |                        |  |    |                   |                   |                   |
|  | E2                |               |               |   | New York  | 3                          |                            |                            |  |    |                        |                        |                        |  |    |                   |                   |                   |
|  | E7                | Philadelphia  | 0             |   |           |                            |                            |                            |  |    |                        |                        |                        |  |    |                   |                   |                   |
|  | E7                | Philadelphia  | 0             |   |           |                            |                            |                            |  |    |                        |                        |                        |  | E1 | Detroit           | 4                 |                   |
|  |                   |               |               |   |           |                            |                            |                            |  |    |                        |                        |                        |  | E1 | Detroit           | 4                 |                   |
|  |                   | O1            | LA Lakers     | 0 |           |                            |                            |                            |  |    |                        |                        |                        |  |    |                   |                   |                   |
|  | O1                | O1            | LA Lakers     | 0 | LA Lakers | 3                          |                            |                            |  |    |                        |                        |                        |  |    |                   |                   |                   |
|  | O1                |               |               |   | LA Lakers | 3                          |                            |                            |  |    |                        |                        |                        |  |    |                   |                   |                   |
|  | O8                | Portland      | 0             |   |           |                            |                            |                            |  |    |                        |                        |                        |  |    |                   |                   |                   |
|  | O8                | Portland      | 0             |   | O1        | LA Lakers                  | 4                          |                            |  |    |                        |                        |                        |  |    |                   |                   |                   |
|  |                   |               |               |   | O1        | LA Lakers                  | 4                          |                            |  |    |                        |                        |                        |  |    |                   |                   |                   |
|  |                   | O4            | Seattle       | 0 |           |                            |                            |                            |  |    |                        |                        |                        |  |    |                   |                   |                   |
|  | O4                | O4            | Seattle       | 0 | Seattle   | 3                          |                            |                            |  |    |                        |                        |                        |  |    |                   |                   |                   |
|  | O4                |               |               |   | Seattle   | 3                          |                            |                            |  |    |                        |                        |                        |  |    |                   |                   |                   |
|  | O5                | Houston       | 1             |   |           |                            |                            |                            |  |    |                        |                        |                        |  |    |                   |                   |                   |
|  | O5                | Houston       | 1             |   |           |                            |                            |                            |  | O1 | LA Lakers              | 4                      |                        |  |    |                   |                   |                   |
|  | Conferencia Oeste |               |               |   |           |                            |                            |                            |  | O1 | LA Lakers              | 4                      |                        |  |    |                   |                   |                   |
|  |                   | O3            | Phoenix       | 0 |           |                            |                            |                            |  |    |                        |                        |                        |  |    |                   |                   |                   |
|  | O3                | O3            | Phoenix       | 0 | Phoenix   | 3                          |                            |                            |  |    |                        |                        |                        |  |    |                   |                   |                   |
|  | O3                |               |               |   | Phoenix   | 3                          |                            |                            |  |    |                        |                        |                        |  |    |                   |                   |                   |
|  | O6                | Denver        | 0             |   |           |                            |                            |                            |  |    |                        |                        |                        |  |    |                   |                   |                   |
|  | O6                | Denver        | 0             |   | O3        | Phoenix                    | 4                          |                            |  |    |                        |                        |                        |  |    |                   |                   |                   |
|  |                   |               |               |   | O3        | Phoenix                    | 4                          |                            |  |    |                        |                        |                        |  |    |                   |                   |                   |
|  |                   | O7            | Golden State  | 1 |           |                            |                            |                            |  |    |                        |                        |                        |  |    |                   |                   |                   |
|  | O2                | O7            | Golden State  | 1 | Utah      | 0                          |                            |                            |  |    |                        |                        |                        |  |    |                   |                   |                   |
|  | O2                |               |               |   | Utah      | 0                          |                            |                            |  |    |                        |                        |                        |  |    |                   |                   |                   |
|  | O7                | Golden State  | 3             |   |           |                            |                            |                            |  |    |                        |                        |                        |  |    |                   |                   |                   |

## Estadísticas
| Categoría                    | Jugador         | Equipo                | Estadísticas |
| ---------------------------- | --------------- | --------------------- | ------------ |
| Puntos por partido           | Michael Jordan  | Chicago Bulls         | 32.5         |
| Rebotes por partido          | Hakeem Olajuwon | Houston Rockets       | 13.5         |
| Asistencias por partido      | John Stockton   | Utah Jazz             | 13.6         |
| Robos por partido            | John Stockton   | Utah Jazz             | 3.2          |
| Tapones por partido          | Manute Bol      | Golden State Warriors | 4.3          |
| Porcentaje de tiros de campo | Dennis Rodman   | Detroit Pistons       | 59.5         |
| Porcentaje de tiros libres   | Magic Johnson   | Los Angeles Lakers    | 91.1         |
| Porcentaje de tiros de tres  | Jon Sundvold    | Miami Heat            | 52.2         |

## Premios
- MVP de la Temporada
  -  Magic Johnson (Los Angeles Lakers)
- Rookie del Año
  -  Mitch Richmond (Golden State Warriors)
- Mejor Defensor
  -  Mark Eaton (Utah Jazz)
- Mejor Sexto Hombre
  -  Eddie Johnson (Phoenix Suns)
- Jugador Más Mejorado
  -  Kevin Johnson (Phoenix Suns)
- Entrenador del Año
  -  Cotton Fitzsimmons (Phoenix Suns)

| - Primer Quinteto de la Temporada - A - Karl Malone, Utah Jazz - A - Charles Barkley, Philadelphia 76ers - P - Hakeem Olajuwon, Houston Rockets - B - Michael Jordan, Chicago Bulls - B - Magic Johnson, Los Angeles Lakers | - 2.º Mejor Quinteto de la Temporada - Tom Chambers, Phoenix Suns - Chris Mullin, Golden State Warriors - Patrick Ewing, New York Knicks - Kevin Johnson, Phoenix Suns - John Stockton, Utah Jazz | - 3er Mejor Quinteto de la Temporada - Dominique Wilkins, Atlanta Hawks - Terry Cummings, Milwaukee Bucks - Robert Parish, Boston Celtics - Dale Ellis, Seattle SuperSonics - Mark Price, Cleveland Cavaliers |

| - Primer Quinteto Defensivo - Dennis Rodman, Detroit Pistons - Larry Nance, Cleveland Cavaliers - Mark Eaton, Utah Jazz - Joe Dumars, Detroit Pistons - Michael Jordan, Chicago Bulls | - 2.º Mejor Quinteto Defensivo - Kevin McHale, Boston Celtics - A. C. Green, Los Angeles Lakers - Patrick Ewing, New York Knicks - John Stockton, Utah Jazz - Alvin Robertson, San Antonio Spurs |

| - Mejor Quinteto de Rookies - Rik Smits, Indiana Pacers - Willie Anderson, San Antonio Spurs - Mitch Richmond, Golden State Warriors - Charles D. Smith, Los Angeles Clippers - Hersey Hawkins, Philadelphia 76ers | - 2.ºMejor Quinteto de Rookies - Rex Chapman, Charlotte Hornets - Kevin Edwards, Miami Heat - Chris Morris, New Jersey Nets - Brian Shaw, Boston Celtics - Rod Strickland, New York Knicks |